# Heliopetes
Heliopetes is een geslacht van vlinders uit de familie dikkopjes (Hesperiidae) en de onderfamilie Pyrginae.

## Soorten
- H. alana (Reakirt, 1868)
- H. arsalte (Linnaeus, 1758)
- H. chimbo Evans, 1953
- H. ericetorum (Boisduval, 1852)
- H. laviana (Hewitson, 1868)
- H. leucola (Hewitson, 1868)
- H. macaira (Reakirt, 1866)
- H. omrina (Butler, 1870)
- H. petrus (Hübner, 1819)
- H. purgia Schaus, 1902
- H. randa Evans, 1953
- H. sublinea Schaus, 1902